# Manuela Grillo
Manuela Grillo (Pavia, 9 maggio 1977) è un'ex velocista italiana, plurimedagliata in campo nazionale ed internazionale.
Può vantare 34 medaglie di cui 17 d'oro (2 individuali e 15 in staffetta) ai campionati italiani assoluti (tra indoor ed outdoor) e 19 medaglie di cui 11 d'oro (6 individuali e 5 in staffetta) ai campionati nazionali giovanili (tra indoor ed outdoor). Complessivamente, tra assoluti e giovanili, ha vinto 53 medaglie con 28 titoli nazionali (tra indoor ed outdoor).
Detiene 4 record nazionali: 1 seniores (4 x 100 m club) e 3 a livello giovanile: 2 juniores (80 m e 4 x 100 m club) ed 1 allieve (4 x 100 m); detiene anche 3 delle prime 5 migliori prestazioni della staffetta 4 x 100 m.
Ha vinto 14 medaglie in manifestazioni a livello internazionale.

## Biografia

### Gli inizi, le società sportive di militanza e gli allenatori avuti
Ha iniziato a praticare l'atletica leggera all'età di 12 anni, allenata da Emilia Bondioli (1989-1990), con la Snam di San Donato per la quale ha corso dal 1989 al 2001.
Dal 28 luglio del 2000 e sino al febbraio del 2012 ha corso per il Gruppo Sportivo Forestale. 

Poi è stata seguita da Renzo Fugazza (1990-2002). 

Nel biennio 2003-2004 è stata allenata da Mario Del Giudice e poi nuovamente da Renzo Fugazza nel 2005. 

Aldo Maggi l'ha guidata nel 2006.

Nel triennio 2007-2008-2009 è stata allenata dal duo Antonio Cecconi ed Andrea Nuti. 

Come allenatore ha avuto anche Filippo Di Mulo (2010).
Durante gli ultimi 2 anni di carriera (2011-2012) si è “auto-allenata”.

### L'esordio con la nazionale assoluta, i titoli italiani giovanili e assoluti, le esperienze internazionali
Dal 1992 ha iniziato a distinguersi a livello nazionale giovanile su 100, 200 e 4 x 100 m.
Dal 1992 al 1999 ha vinto 11 titoli italiani giovanili.
Nel 1995 all'età di 18 anni esordisce in Nazionale assoluta con la staffetta 4 x 100 m, specialità con la quale negli anni successivi si esprime a livello internazionale fino al raggiungimento dei Giochi Olimpici (2008) passando per i Campionati Europei (1998 e 2002) e quelli Mondiali, outdoor (1997 e 2005) ed indoor (2001).
Tra il 1996 ed il 2011 vince per 7 volte il titolo italiano con la 4 x 100 m.
Fra il 1998 ed il 2009 trionfa per 6 volte con la 4 x 200 m.
Nel 1993 all'età di 16 anni ha esordito in una manifestazione a livello internazionale, vincendo la sua prima medaglia: correndo la 4 x 100 m nei Paesi Bassi a Valkenswaard in occasione del Festival olimpico della gioventù europea.
1994, corre la 4 x 100 m a Nicosia nell'isola di Cipro in occasione delle Gymnasiadi, vincendo la medaglia d'oro.
Nel 1995 conquista l'argento a Nyíregyháza in Ungheria agli Europei juniores con la 4 x 100 m.
Nel 1996 vince a Bologna il primo titolo assoluto con la staffetta 4 x 100 m, mentre nel 2001 conquista il suo primo titolo italiano individuale: a Torino si impone sui 60 m (bissando poi nel 2006); lo stesso anno, si impone con la staffetta 4 x 400 m (bissando poi nel 2007).
Ai Mondiali juniores del 1996 non supera la batteria dei 200 m e arriva quinta con la 4x100 m.
Ancora bronzo sempre con la 4 x 100 m nel 1997 agli Europei under 23 disputatisi in Finlandia a Turku; lo stesso anno ai campionati mondiali in Grecia ad Atene non va oltre la batteria con la 4 x 100 m.
È il 1998 quando arriva al settimo posto con la 4 x 100 m agli Europei di Budapest in Ungheria.
All'Universiade del 1999 giunge sesta sui 100 m e quinta con la staffetta 4 x 100 m ed agli Europei under 23 esce in semifinale sui 100 m.
Nel 2001 partecipa ai mondiali indoor (in Portogallo a Lisbona), ai Giochi del Mediterraneo (in Tunisia a Tunisi), all'Universiade (in Cina a Pechino), ed ai Mondiali militari (nel Libano a Beirut): si ferma in batteria sui 60 m ai Mondiali indoor; settima nei 200 m ed argento con la 4 x 100 m ai Giochi del Mediterraneo; batteria nei 100 e settima con la 4 x 100 m all'Universiade; tre medaglie ai Mondiali militari con argento sui 100 m, oro sia nei 200 m che con la 4 x 100 m.
Vittoria sui 100 m ai Mondiali militari in Italia a Tivoli nel 2002, mentre agli Europei termina al sesto posto con la 4x100 m.
Nel 2003 all'Universiade in Corea del Sud a Taegu è giunta in semifinale sui 100 m.
2005, entrambe le volte con la 4 x 100 m, ai Giochi del Mediterraneo è stata bronzo e poi ai Mondiali si è fermata in batteria; sempre ai Giochi del Mediterraneo, sui 200 m è uscita in semifinale.
Nel 2008 ha partecipato con la staffetta 4 x 100 m alle Olimpiadi di Pechino in Cina, ma non ha gareggiato.

## Curiosità
- Nell'arco di 12 anni (dal 1999 al 2010) ha ricevuto 10 convocazioni in Coppa Europa sempre per la staffetta 4 x 100 m: Parigi 1999 (sesta classificata), Gateshead 2000 (sesta), Brema 2001 (quinta), Firenze 2003 (quinta), Istanbul 2004 (Bronzo), Firenze 2005 (Bronzo), Praga 2006 (Argento), Milano 2007 (Oro), Annecy 2008 (non ha gareggiato) e Bergen 2010 (non ha gareggiato).
- Ha vinto il titolo nazionale sui 60 m in tre categorie diverse (seniores, promesse e juniores), così come quello della staffetta 4 x 100 m (seniores, juniores ed allieve).
- Durante il 2011 ha praticato, sempre con il Gruppo Sportivo Forestale, il ciclismo (specialità su pista) alternandolo con l'atletica leggera, ritirandosi poi nel 2012 ed appendendo così le scarpe chiodate al muro, dopo 23 anni di carriera (1989-2012).
- Durante la sua breve parentesi vissuta nel ciclismo, nel 2011 ha vinto il titolo italiano nella velocità a squadre e la medaglia di bronzo nei 500 metri da fermo.

## Record nazionali

### Seniores
- Staffetta 4 x 100 metri piani club: 43”99 ( Atene, 29 maggio 1999)
(Monica Giolli, Elena Sordelli, Manuela Grillo, Manuela Levorato)[7]

### Juniores
- 80 metri piani: 9”6 ( Uboldo, 8 aprile 1995)[8]
- Staffetta 4 x 100 metri piani: 46”31 ( Parma, 13 giugno 1995)
(Elena Sordelli, Manuela Grillo, Ancilla Zucchinali, Jennifer Isacco)[9]

### Allieve
- Staffetta 4 x 100 metri piani: 46”21 ( Nicosia, 20 maggio 1994)
(Jennifer Isacco, Barbara Molteni, Manuela Grillo, Manuela Levorato)[10]

## Progressione

### 60 metri piani indoor
| Stagione | Tempo | Luogo       | Data      | Rank. Mond. |
| -------- | ----- | ----------- | --------- | ----------- |
| 2012     | 7"61  | Modena      | 21-1-2012 | 637ª        |
| 2011     | 7"67  | Modena      | 5-2-2011  | 750ª        |
| 2009     | 7"52  | Modena      | 7-2-2009  | 301ª        |
| 2008     | 7"55  | Saronno     | 27-1-2008 | 364ª        |
| 2007     | 7"60  | Modena      | 27-1-2007 | 467ª        |
| 2006     | 7"45  | Ancona      | 19-2-2006 | 186ª        |
| 2005     | 7"53  | Ancona      | 19-2-2005 | 283ª        |
| 2004     | 7"50  | Genova      | 21-2-2004 | 229ª        |
| 2003     | 7"46  | Genova      | 1-3-2003  | 180ª        |
| 2002     | 7"55  | Genova      | 16-2-2002 | 264ª        |
| 2001     | 7"41  | Torino      | 24-2-2001 | 117ª        |
| 2000     | 7"47  | Genova      | 5-2-2000  | 234ª        |
| 1999     | 7"53  | Genova      | 20-2-1999 | 236ª        |
| 1998     | 7"61  | Castellanza | 4-2-1998  | 273ª        |
| 1997     | 7"59  | Castellanza | 16-2-1997 | 217ª        |

### 100 metri piani
| Stagione | Tempo | Luogo               | Data      | Rank. Mond. |
| -------- | ----- | ------------------- | --------- | ----------- |
| 2011     | 12"16 | Gavardo             | 21-5-2011 | 1.440ª      |
| 2010     | 11"91 | Basilea             | 15-5-2010 | 942ª        |
| 2009     | 11"81 | Milano              | 25-6-2009 | 610ª        |
| 2008     | 11"51 | Rieti               | 10-6-2008 | 204ª        |
| 2007     | 11"79 | Lugano              | 15-6-2007 | 553ª        |
| 2006     | 11"69 | Bellinzona          | 28-6-2006 | 349ª        |
| 2005     | 11"89 | Lugano              | 4-6-2005  | 708ª        |
| 2004     | 11"54 | Casal del Marmo     | 26-6-2004 | 203ª        |
| 2003     | 11"59 | Malles              | 12-7-2003 | 220ª        |
| 2002     | 11"63 | Viareggio           | 20-7-2002 | 231ª        |
| 2001     | 11"64 | Pergine Valsugana   | 20-7-2001 |             |
| 2000     | 11"65 | Conegliano          | 16-6-2000 | 304ª        |
| 1999     | 11"71 | Palma di Maiorca    | 11-7-1999 | 322ª        |
| 1998     | 11"77 | Haguenau            | 8-8-1998  | 373ª        |
| 1997     | 11"50 | Milano              | 4-7-1997  | 144ª        |
| 1996     | 11"80 | San Donato Milanese | 27-4-1996 |             |

### 200 metri piani
| Stagione | Tempo | Luogo       | Data      | Rank. Mond. |
| -------- | ----- | ----------- | --------- | ----------- |
| 2010     | 24"11 | Grosseto    | 1-7-2010  | 592ª        |
| 2009     | 24"25 | Nuoro       | 8-7-2009  | 773ª        |
| 2008     | 23"81 | Cagliari    | 21-7-2008 | 392ª        |
| 2007     | 24"01 | Fabriano    | 15-7-2007 | 498ª        |
| 2006     | 24"52 | Palafrugell | 27-5-2006 | 1.020ª      |
| 2005     | 24"33 | Cesenatico  | 12-6-2005 | 933ª        |
| 2004     | 23"83 | Lugano      | 5-6-2004  | 353ª        |
| 2003     | 23"92 | Cuneo       | 7-6-2003  | 353ª        |
| 2002     | 23"95 | Gavà        | 26-5-2002 | 320ª        |
| 2001     | 23"83 | Clusone     | 22-7-2001 |             |
| 2000     | 23"78 | Milano      | 7-9-2000  | 284ª        |
| 1999     | 23"95 | Vigevano    | 23-5-1999 | 368ª        |
| 1997     | 24"70 | Turku       | 12-7-1997 | 907ª        |
| 1996     | 24"15 | Vigevano    | 12-5-1996 | 262ª        |
| 1995     | 24"85 | Nyíregyháza | 28-7-1995 | 78ª         |

## Palmarès
| Anno | Manifestazione                           | Sede              | Evento      | Risultato  | Tempo | Note   |
| ---- | ---------------------------------------- | ----------------- | ----------- | ---------- | ----- | ------ |
| 1993 | Festival olimpico della gioventù europea | Valkenswaard      | 4x100 m     | Bronzo     | 47”21 | [ 11 ] |
| 1994 | Gymnasiadi                               | Nicosia           | 4x100 m     | Oro        | 46”65 | [ 12 ] |
| 1995 | Europei juniores                         | Nyíregyháza       | 4x100 m     | Argento    | 45"37 | [ 13 ] |
| 1996 | Mondiali juniores                        | Sydney            | 200 m       | Batteria   | 24"80 | [ 14 ] |
| 1996 | Mondiali juniores                        | Sydney            | 4x100 m     | 5ª         | 45"27 | [ 15 ] |
| 1997 | Europei under 23                         | Turku             | 4x100 m     | Bronzo     | 44"73 | [ 16 ] |
| 1997 | Mondiali                                 | Atene             | 4x100 m     | Batteria   | 44"16 | [ 17 ] |
| 1998 | Europei                                  | Budapest          | 4x100 m     | 7ª         | 44"46 | [ 18 ] |
| 1999 | Universiade                              | Palma di Maiorca  | 100 m       | Semifinale | 11"77 | [ 19 ] |
| 1999 | Universiade                              | Palma di Maiorca  | 4x100 m     | 6ª         | 44”80 | [ 20 ] |
| 1999 | Europei under 23                         | Göteborg          | 100 m       | Semifinale | 11"89 |        |
| 2001 | Mondiali indoor                          | Lisbona           | 60 m indoor | Batteria   | 7"59  | [ 21 ] |
| 2001 | Giochi del Mediterraneo                  | Tunisi            | 200 m       | 7ª         | 24"15 | [ 22 ] |
| 2001 | Giochi del Mediterraneo                  | Tunisi            | 4x100 m     | Argento    | 44"89 | [ 23 ] |
| 2001 | Universiade                              | Pechino           | 100 m       | Batteria   | 11"96 | [ 24 ] |
| 2001 | Universiade                              | Pechino           | 4x100 m     | 7ª         | 45"74 | [ 25 ] |
| 2001 | Mondiali militari                        | Beirut            | 100 m       | Argento    | 12"00 | [ 26 ] |
| 2001 | Mondiali militari                        | Beirut            | 200 m       | Oro        | 24"12 | [ 27 ] |
| 2001 | Mondiali militari                        | Beirut            | 4x100 m     | Oro        | 46”83 | [ 28 ] |
| 2002 | Mondiali militari                        | Tivoli            | 100 m       | Oro        | 11”80 | [ 29 ] |
| 2002 | Europei                                  | Monaco di Baviera | 4x100 m     | 6ª         | 43”46 | [ 30 ] |
| 2003 | Universiade                              | Taegu             | 100 m       | Semifinale | 11”75 | [ 31 ] |
| 2005 | Giochi del Mediterraneo                  | Almería           | 200 m       | Semifinale | 24”47 | [ 32 ] |
| 2005 | Giochi del Mediterraneo                  | Almería           | 4x100 m     | Bronzo     | 45”18 | [ 33 ] |
| 2005 | Mondiali                                 | Helsinki          | 4x100 m     | Batteria   | 44”03 | [ 34 ] |

## Campionati nazionali
- 7 volte campionessa assoluta della staffetta 4x100 m (1996, 1997, 1998, 2008, 2009, 2010, 2011)
- 6 volte campionessa assoluta indoor della staffetta 4x200 m (1998, 2003, 2004, 2006, 2007, 2009)
- 2 volte campionessa assoluta della staffetta 4x400 m (2001, 2007)
- 2 volte campionessa assoluta indoor dei 60 m (2001, 2006)
- 1 volta campionessa promesse dei 200 m (1999)
- 1 volta campionessa promesse indoor dei 60 m (1999)
- 1 volta campionessa promesse dei 100 m (1997)
- 2 volte campionessa juniores della staffetta 4 x 100 m (1995, 1996)
- 1 volta campionessa juniores dei 200 m (1996)
- 1 volta campionessa juniores indoor dei 60 m (1996)
- 3 volte campionessa allieve della staffetta 4 x 100 m (1992, 1993, 1994)
- 1 volta campionessa allieve dei 100 m (1993)

1992
- Bronzo ai Campionati italiani allieve, (Grosseto), 100 m - 12”57
- Oro ai Campionati italiani allieve, (Grosseto),
4x100 m - 48”43

1993
- Oro ai Campionati italiani allieve, (Bergamo),
100 m - 12”45
- Oro ai Campionati italiani allieve, (Bergamo),
4x100 m - 48”59

1994
- Oro ai Campionati italiani allieve, (Torino),
4x100 m - 48”22
- Argento ai Campionati italiani allieve, (Torino),
100 m - 12”08

1995
- Argento ai Campionati italiani juniores indoor, (Busto Arsizio), 60 m - 7”67
- Bronzo ai Campionati italiani assoluti indoor, (Genova), 60 m - 7”63
- Argento ai Campionati italiani juniores, (Nembro), 200 m - 24”22
- Oro ai Campionati italiani juniores, Nembro,
4x100 m - 46”68
- Argento ai Campionati italiani assoluti, (Cesenatico), 4x100 m - 45”58

1996
- Oro ai Campionati italiani juniores indoor, (Ancona), 60 m - 7”47
- Bronzo ai Campionati italiani assoluti indoor, (Torino), 60 m - 7”54
- Bronzo ai Campionati italiani assoluti indoor, (Torino), 200 m - 24”31
- Oro ai Campionati italiani assoluti, (Bologna),
4x100 m - 44”64[35]
- Oro ai Campionati italiani juniores, (Bressanone), 200 m - 24”49
- Oro ai Campionati italiani juniores, (Bressanone),
4x100 m - 47”45

1997
- Argento ai Campionati italiani promesse indoor, (Busto Arsizio), 60 m - 7”59
- Oro ai Campionati italiani assoluti, (Milano),
4x100 m - 44”74[35]
- Oro ai Campionati italiani promesse, (Grosseto), 100 m - 11”91

1998
- Oro ai Campionati italiani assoluti indoor, (Genova), 4x200 m - 1'38”02
- Oro ai Campionati italiani assoluti, (Roma),
4x100 m - 46”19[35]
- Argento ai Campionati italiani promesse, (Pesaro), 200 m - 24”76
- Bronzo ai Campionati italiani promesse, (Pesaro), 100 m - 11”98

1999
- Oro ai Campionati italiani promesse indoor, (Napoli), 60 m - 7”53
- Oro ai Campionati italiani promesse, (Fiuggi),
200 m
- Argento ai Campionati italiani promesse, (Fiuggi), 100 m - 11”4

2000
- 4ª ai Campionati italiani assoluti indoor, (Genova),
60 m - 7”55
- 4ª ai Campionati italiani assoluti, (Milano),
100 m - 11”79
- Argento ai Campionati italiani assoluti, (Milano), 200 m - 23”78[36]

2001
- Oro ai Campionati italiani assoluti indoor, (Torino), 60 m - 7”41[37]
- Argento ai Campionati italiani assoluti, (Catania), 200 m - 23”83[38]
- Oro ai Campionati italiani assoluti, (Catania),
4x400 m - 3'38”93[39]

2002
- 6ª ai Campionati italiani assoluti indoor, (Genova),
60 m - 7”55[40]
- Bronzo ai Campionati italiani assoluti, (Viareggio), 100 m - 11”73[41]
- Argento ai Campionati italiani assoluti, (Viareggio), 200 m - 24”03[42]

2003
- 4ª ai Campionati italiani assoluti indoor, (Genova),
60 m - 7”46[43]
- Oro ai Campionati italiani assoluti indoor, (Genova) 4x200 m - 1'36”71[44]
- Argento ai Campionati italiani assoluti, (Rieti),
200 m - 24”10[45]

2004
- 5ª ai Campionati italiani assoluti indoor, (Genova),
60 m - 7”54[46]
- Oro ai Campionati italiani assoluti indoor, (Genova) 4x200 m - 1'38”97[47]
- Argento ai Campionati italiani assoluti, (Firenze), 100 m - 11”78[48]
- Bronzo ai Campionati italiani assoluti, (Firenze), 200 m - 24”16[49]

2005
- 8ª ai Campionati italiani assoluti indoor, (Ancona),
60 m - 7”67[50]
- Argento ai Campionati italiani assoluti indoor, (Ancona), 4x200 m - 1'40”58[51]
- Argento ai Campionati nazionali universitari, (Catania), 100 m - 12”19[52]

2006
- Oro ai Campionati italiani assoluti indoor, (Ancona), 60 m - 7”45[53]
- Oro ai Campionati italiani assoluti indoor, (Ancona), 4x200 m - 1'38”40[54]
- Argento ai Campionati italiani assoluti, (Torino), 100 m - 11”87[55]
- 6ª ai Campionati italiani assoluti, (Torino),
4 x 100 m - 47”29[56]

2007
- Oro ai Campionati italiani assoluti indoor, (Ancona), 4x200 m - 1'38”51[57]
- Argento ai Campionati italiani assoluti, (Padova), 200 m - 24”11[58]
- Oro ai Campionati italiani assoluti, (Padova),
4x400 m - 3'40”76[59]

2008
- Argento ai Campionati italiani assoluti indoor, (Genova), 4x200m - 1'37”49[60]
- Argento ai Campionati italiani assoluti, (Cagliari), 100 m - 11”51[61]
- Bronzo ai Campionati italiani assoluti, (Cagliari), 200 m - 23”81[62]
- Oro ai Campionati italiani assoluti, (Cagliari),
4x100 m - 45”02[63]

2009
- 6ª ai Campionati italiani assoluti indoor, (Torino),
60 m - 7“57[64]
- Oro ai Campionati italiani assoluti indoor, (Torino), 4x200 m - 1'36”55[65]
- In batteria ai Campionati italiani assoluti, (Milano),
100 m - dq[66]
- 6ª ai Campionati italiani assoluti, (Milano),
200 m - 24”47[67]
- Oro ai Campionati italiani assoluti, (Milano),
4x100 m - 45“33[68]

2010
- In batteria ai Campionati italiani assoluti, (Grosseto) 100 m - 11”98[69]
- 6ª ai Campionati italiani assoluti, (Grosseto)
200 m - 24”11[70]
- Oro ai Campionati italiani assoluti, (Grosseto)
4x100 m - 44”94[71]

2011
- Oro ai Campionati italiani assoluti, (Torino)
4x100 m - 44“94[72]

2012
- 2ª ai Campionati italiani assoluti indoor, (Ancona),
60m - 7”64 - Finale 2[73]

## Altre competizioni internazionali
1999
- 6ª in Coppa Europa, ( Parigi),
4x100 m - 44”43[74]

2000
- 6ª in Coppa Europa, ( Gateshead),
4x100 m - 44”00[74]

2001
- 5ª in Coppa Europa, ( Brema),
4x100 m - 44”66[75]

2003
- 5ª in Coppa Europa, ( Firenze),
4x100 m - 44”21[76]

2004
- 6ª in Coppa Europa, ( Istanbul),
200 m - 23”94[77]
- Bronzo in Coppa Europa,
( Istanbul), 4x100 m - 44”67[78]

2005
- Bronzo in Coppa Europa,
( Firenze), 4x100 m - 43”83[79]

2006
- Argento in Coppa Europa,
( Praga), 4x100 m - 44”27[80]

2007
- Oro in Coppa Europa,
( Milano), 4x100 m - 43”98[81]

## Attività extrasportive e vita privata
- Nel 2006 ha conseguito la laurea triennale in Marketing ed E-business all'Università di Pavia[82].
- Fa parte dello Staff Tecnico della Studentesca San Donato[1].